# Zweites Gefecht am Sabine Pass
Das Zweite Gefecht am Sabine Pass war ein Gefecht des Sezessionskrieges, das am 8. September 1863 in Texas stattfand und mit einer Niederlage der Nordstaaten endete.

## Hintergründe
Im Jahre 1863 hatten die Konföderierten immer noch die Hoffnung, von den großen Nationen der Welt, insbesondere Frankreich, offiziell anerkannt zu werden. Kaiser Napoléon III. war nach wie vor bestrebt, das französische Imperium in der Neuen Welt wiederherzustellen. Im Juni 1863 eroberten französische Truppen Mexiko-Stadt und stürzten Benito Juárez. Die Konföderierten ihrerseits hatten bereits Bündnisse mit juarezfeindlichen Provinzfürsten nahe der texanischen Grenze geschlossen. Als die Konföderierten merkten, dass sie gemeinsame Interessen mit den klerikalen Monarchisten sowie den Haziendabesitzern hatten, die ebenfalls Tagelöhner beschäftigten, begrüßten sie das Vorgehen Frankreichs und unterstützten es. Als Frankreich deutlich machte, dass der Erzherzog Maximilian Kaiser von Mexiko werden sollte, setzte sich eine Abordnung der Konföderierten mit Maximilian in Verbindung. Man versprach ihm Unterstützung bei seinem Vorhaben, wenn er sich im Gegenzug für die Konföderierten bei Kaiser Napoleon starkmachte, um von Frankreich ebenfalls Unterstützung und offizielle Anerkennung zu bekommen.
Nach der Einnahme von Vicksburg und Port Hudson wollten Grant und Banks eigentlich ihren Feldzug Richtung Mobile fortsetzen. Aber durch Interventionen der Lincoln-Regierung – die US-Regierung hatte freundschaftliche Beziehungen zu Benito Juárez gehegt – und da man eine eventuell auftretende Gefahr im Keim ersticken wollte, wendete man sich zuerst Texas zu.
Der Sabine Pass, an der Grenze zwischen Texas und Louisiana gelegen, ist der Abfluss des Sabines in den Golf von Mexiko und war zur Zeit des Bürgerkrieges ein großes Zentrum der Verschiffung und des Handels von Baumwolle im Tausch gegen Lebensmittel, Waffen und Medizin geworden. Unionsschiffe versuchten den Hafen durch Blockade entlang der Golfküste zu sperren. Trotzdem gelang es Blockadebrechern immer wieder, zum Hafen durchzudringen und die Versorgung des Südens aufrechtzuerhalten. Um den Hafen zu schützen, wurde Fort Griffin, mitten in den Marschlandschaften von Osttexas gelegen, erbaut.

## Die Schlacht
Im September 1863 fuhren 11 Schiffe der Union den Sabine Pass hinauf, um Invasionstruppen in einer Stärke von etwa 5000 Mann in Texas am noch nicht ganz fertiggestellten Fort Griffin abzusetzen und das Fort einzunehmen. Die konföderierten Truppen, die das Fort bewachten, wurden vor den anrückenden Booten gewarnt. Die Besatzung des Forts bestand aus 42–46 Texanern, zumeist irische Einwanderer aus Galveston und Houston, unter dem Befehl von Leutnant Richard Dowling (1838–1867), einem Geschäftsmann aus Houston. Die ganze Besatzung galt als nach Fort Griffin strafversetzt.
Am 8. September 1863 wurde das Fort von den Unionsbooten belagert. William B. Franklin begann mit dem Absetzen seiner Invasionstruppen, als Dowling und seine Männer, denen sechs Kanonen zur Verfügung standen, das Feuer erwiderten. Nach 45 Minuten waren drei Unionsboote zerstört. Die USS Clifton lief auf Grund und wurde zur Aufgabe gezwungen. Franklins Blamage führte zum Rückzug der Flotte der Union. Die Verluste auf Unionsseite beliefen sich auf 100 Tote und Verwundete. Rund 350 Mann wurden gefangen genommen.

## Das Schlachtfeld heute
Heutzutage ist der Sabine Pass eine viel befahrene Wasserstraße zu den großen Erdölraffinerien in Texas. Vom früheren Fort Griffin ist nichts mehr zu sehen. Die Zeit, Erosion und die Kanalisation von Sabine Pass haben jeden sichtbaren Beweis des Forts vernichtet. Ebenso ist der genaue Standort des Forts heute nicht mehr bekannt. Zur Erinnerung an die Besatzung des Forts wurde an einer kleinen Erhebung in der Nähe des möglichen Standorts des Forts ein Denkmal sowie der Sabine Pass Battleground State Historic Park errichtet. Das Denkmal zeigt Dowling mit nacktem Oberkörper als eine 7 Fuß große Bronzestatue, in der einen Hand hält er eine Fackel, in der anderen einen Feldstecher. Die Namen seiner Untergebenen sind ebenfalls darauf verewigt.